# Dicte
Dicte is een Deense misdaad- en dramaserie, die gebaseerd is op de boeken van Elsebeth Egholm. De serie ging op 7 januari 2013 in première op TV2. In 2014 en 2016 volgden een tweede en derde reeks. In Vlaanderen werd de eerste reeks in het najaar van 2014 uitgezonden op Vitaya. In Nederland werd de serie uitgezonden door de KRO.

## Verhaal
Dicte Svendsen (Iben Hjejle) is begin 40 en net gescheiden als ze besluit terug te keren naar haar geboortestad Århus. Samen met haar dochter Rose (Emilie Kruse) vindt ze een woning buiten de stad en een baan als misdaadjournalist bij de lokale krant. Doordat ze zich niet beperkt tot het schrijven over criminele zaken, maar zich ook bemoeit met de oplossing daarvan, heeft ze een lastige relatie met inspecteur John Wagner (Lars Brygmann). Dan zijn er ook nog een paar hartsvriendinnen, haar vriend Bo (Dar Salim), haar ex, haar ouders, en op te lossen zaken uit haar persoonlijke verleden.

## Hoofdrollen
- Iben Hjejle als Dicte Svendsen
- Lars Brygmann als John Wagner
- Lærke Winther Andersen als Anne Skov Larsen
- Lene Maria Christensen als Ida Marie Svensson
- Ditte Ylva Olsen als Linda Bendtsen
- Emilie Kruse als Rose Svendsen
- Dar Salim als Bo Skytte
- Stine Stengade als Nina Storm
- Søren Malling als Tonni

## Afleveringen

### Seizoen 1 (2013)
| Afl. | Nr. | Titel                       | Regisseur | Scenario | Datum            | Datum        | Kijkcijfers |
| --- | --- | --------------------------- | --------- | -------- | ---------------- | ------------ | ----------- |
| 1 | 1   | Bloedband - deel 1          |           |          | 7 januari 2013   | 15 juni 2014 | 1.234.000   |
| Ze ontdekt het lichaam van Danijela, een jonge Bosnische vrouw die na een keizersnede dood lijkt te zijn gebloed. John Wagner, de rechercheur die op de zaak wordt gezet, krijgt een hekel aan Dicte omdat ze informatie van hem heeft losgepeuterd zonder hem te melden dat ze een misdaadverslaggeefster is. Hij probeert haar bij de zaak weg te houden, maar Dicte laat zich niet aan de kant zetten... Al snel ontdekt zij dat Danijela niet de enige zwangere Bosnische vrouw in Aarhus was die iets te vrezen had. |     |                             |           |          |                  |              |             |
| 2 | 2   | Bloedband - deel 2          |           |          | 14 januari 2013  | 15 juni 2014 | 1.284.000   |
| |     |                             |           |          |                  |              |             |
| 3 | 3   | Risico - deel 1             |           |          | 21 januari 2013  | 22 juni 2014 | 1.157.000   |
| Op een dramatische midzomeravond ontdekt Dicte een uitgebrande auto op de oprit van haar buurvrouw. In het huis treft zij het lichaam aan van de 52-jarige Deense lerares Inger Gravgård, die zelfmoord lijkt te hebben gepleegd. Maar Dicte ontdekt al snel dat niet alles is wat het lijkt. Dat geldt zowel voor de doodsoorzaak van Inger als voor het leven dat zij voor de buitenwereld leidde. Wanneer Dicte nader onderzoek doet, ontstaat het beeld van een vrouw met strenge geloofsovertuigingen, een misselijkmakende familiegeschiedenis en perverse seksuele neigingen. Terwijl Dicte al haar energie steekt in het vinden van de vermiste dochter van Inger, komt een leerling uit de klas in het middelpunt van Wagners onderzoek te staan. Ze zijn er beiden van overtuigd dat ze op het juiste spoor zijn, maar dan neemt de zaak opnieuw een onverwachte wending. |     |                             |           |          |                  |              |             |
| 4 | 4   | Risico - deel 2             |           |          | 28 januari 2013  | 22 juni 2014 | 1.211.000   |
| |     |                             |           |          |                  |              |             |
| 5 | 5   | Verborgen gebreken - deel 1 |           |          | 4 februari 2013  | 29 juni 2014 | 1.217.000   |
| Een badkuip dobbert langzaam door een rivier van Aarhus. In de badkuip blijkt een zuigeling te liggen die is overleden aan een combinatie van onderkoeling en uitdroging. Dicte besluit om een verhaal aan de zaak te wijten, die naar haar mening naar moslimfanatisme en familiedruk ruikt. Waarschijnlijk heeft een jonge vrouw onder extreme druk moeten handelen, zoals zij dat zelf ooit deed. Dicte is ervan overtuigd dat de vrouw in een opvangcentrum woont, maar er is geen spoor van haar te bekennen. Daar komt een einde aan wanneer het babylijkje wordt begraven en een jonge vrouw op de begraafplaats opduikt. Wanneer ze Dicte ziet, neemt zij de benen, maar Dicte slaagt erin naar te volgen naar een asielcentrum. Ze is ervan overtuigd dat de vrouw hulp nodig heeft. Maar in tegenstelling tot wat haar instinct haar lijkt te vertellen, is het in werkelijkheid heel iemand anders die haar hulp nodig heeft...                                               |     |                             |           |          |                  |              |             |
| 6 | 6   | Verborgen gebreken - deel 2 |           |          | 11 februari 2013 | 29 juni 2014 | 1.176.000   |
| |     |                             |           |          |                  |              |             |
| 7 | 7   | Lijf en leden - deel 1      |           |          | 18 februari 2013 | 6 juli 2014  | 1.164.000   |
| In de haven wordt het lichaam van een jonge man gevonden. Het lichaam is naakt en vertoont pogingen van misbruik. Over het hoofd is een jute zak getrokken. De plek is een homo-ontmoetingsplaats en de politie neemt aanvankelijk aan dat er seksuele motieven in het spel zijn. Totdat de rechercheurs ontdekken dat iemand de ogen van de jonge man heeft uitgestoken. Peter Boutrup neemt vanuit de gevangenis contact met Dicte op en geeft haar een tip over illegale handel in organen. Een rijke man heeft hoornvliezen voor zijn dochter besteld. Deze tip blijkt waardevol, maar Dicte krijgt het gevoel dat Peter een verborgen agenda heeft. Ze blijft verder graven en gaat op bezoek bij de handelaar in organen. Kort daarna klopt Wagner op dezelfde deur aan, maar iemand is de politie voor geweest. De man is dood. Terug in de gevangenis is Dicte ervan overtuigd dat ze weet wat het is dat Peter verbergt. Ze blijkt het echter bij het verkeerde eind te hebben. |     |                             |           |          |                  |              |             |
| 8 | 8   | Lijf en leden - deel 2      |           |          | 25 februari 2013 | 6 juli 2014  | 1.171.000   |
| |     |                             |           |          |                  |              |             |
| 9 | 9   | Geweld en macht - deel 1    |           |          | 4 maart 2013     | 13 juli 2014 | 1.237.000   |
| Dicte is net klaar met het afnemen van een interview met de prominente politica Francesca Olsen wanneer er vlakbij een bom afgaat. De explosie doodt een jonge vrouw, Miriam, maar Dicte is ervan overtuigd dat Francesca het werkelijke doelwit was. Ze vindt het echter moeilijk om anderen daarvan te overtuigen. Dat geldt niet in de minste plaats voor Francesca. Peter, de zoon van Dicte, is net uit de gevangenis ontslagen en de politie treft zijn vingerafdrukken op de plaats delict aan. Alles wijst erop dat hij de jaloerse ex-vriend van Miriam was en de politie is er zeker van dat ze de juiste man hebben gevonden. Dicte is er echter van overtuigd dat de rechercheurs het bij het verkeerde eind hebben, maar om dat te bewijzen moet ze Peter vinden voordat zij dat doen... |     |                             |           |          |                  |              |             |
| 10 | 10  | Geweld en macht - deel 2    |           |          | 11 maart 2013    | 13 juli 2014 | 1.223.000   |
| |     |                             |           |          |                  |              |             |

### Seizoen 2 (2014)
| Afl. | Nr. | Titel                                                   | Regisseur | Scenario | Datum             | Datum        | Kijkcijfers |
| --- | --- | ------------------------------------------------------- | --------- | -------- | ----------------- | ------------ | ----------- |
| 11 | 1   | Dromen en Diamanten (Drømme og Diamanter) - deel 1      |           |          | 24 september 2014 | 3 juli 2015  |             |
| Wanneer Dicte's vader na lange tijd contact met haar opneemt, slaat het noodlot toe. Hij wordt aangereden en de chauffeur gaat er onmiddellijk vandoor. |     |                                                         |           |          |                   |              |             |
| 12 | 2   | Dromen en Diamanten (Drømme og Diamanter) - deel 2      |           |          | 1 oktober 2014    | 3 juli 2015  |             |
| |     |                                                         |           |          |                   |              |             |
| 13 | 3   | Passie en handboeien (Lidenskab og Lænker) - deel 1     |           |          | 8 oktober 2014    | 10 juli 2015 |             |
| Een jonge vrouw wordt dood aangetroffen in haar woning . Er zijn diverse verdachten, maar Dicte en Wagner besluiten om het spoor van een geheime minnaar verder te onderzoeken. |     |                                                         |           |          |                   |              |             |
| 14 | 4   | Passie en handboeien (Lidenskab og Lænker) - deel 2     |           |          | 15 oktober 2014   | 10 juli 2015 |             |
| |     |                                                         |           |          |                   |              |             |
| 15 | 5   | Aanwezigheid en afwezigheid (Nærvær og Fravær) - deel 1 |           |          | 22 oktober 2014   | 17 juli 2015 |             |
| Dicte's dochter Rose gaat samen met een vriendin en haar jongere zusje stappen. Maar op het feest verdwijnt het meisje. Noodgedwongen wekt Rose haar moeder om hen te helpen. En Dicte besluit aarzelend om ook Wagner in te schakelen, maar van het meisje is geen spoor te vinden en alles lijkt te wijzen op kwaad opzet. |     |                                                         |           |          |                   |              |             |
| 16 | 6   | Aanwezigheid en afwezigheid (Nærvær og Fravær) - deel 2 |           |          | 29 oktober 2014   | 17 juli 2015 |             |
| |     |                                                         |           |          |                   |              |             |
| 17 | 7   | Mål og Midler - deel 1                                  |           |          | 5 november 2014   | 24 juli 2015 |             |
| Dicte gaat samen met haar familie kijken naar een voetbalwedstrijd om Jannick, Rose haar vriendje, aan te moedigen. De wedstrijd eindigt echter in mineur en Dicte is hier danig van onder de indruk. |     |                                                         |           |          |                   |              |             |
| 18 | 8   | Mål og Midler - deel 2                                  |           |          | 12 november 2014  | 24 juli 2015 |             |
| |     |                                                         |           |          |                   |              |             |
| 19 | 9   | Ret og Pligt - deel 1                                   |           |          | 19 november 2014  | 31 juli 2015 |             |
| Wagner ontdekt het levenloze lichaam van Grace en roept er instinctmatig Dicte's hulp bij. Al snel komt aan het licht dat Wagner en Grace een relatie hadden en dat zij bij hem inwoonde. |     |                                                         |           |          |                   |              |             |
| 20 | 10  | Ret og Pligt - deel 2                                   |           |          | 26 november 2014  | 31 juli 2015 |             |
| |     |                                                         |           |          |                   |              |             |

### Seizoen 3 (2016)
| Afl. | Nr. | Titel                           | Regisseur | Scenario | Datum             | Datum | Kijkcijfers |
| ---- | --- | ------------------------------- | --------- | -------- | ----------------- | ----- | ----------- |
| 21   | 1   | Efter brylluppet - deel 1       |           |          | 22 augustus 2016  |       |             |
|      |     |                                 |           |          |                   |       |             |
| 22   | 2   | Efter brylluppet - deel 2       |           |          | 29 augustus 2016  |       |             |
|      |     |                                 |           |          |                   |       |             |
| 23   | 3   | I Wagners fodspor - deel 1      |           |          | 5 september 2016  |       |             |
|      |     |                                 |           |          |                   |       |             |
| 24   | 4   | I Wagners fodspor - deel 2      |           |          | 12 september 2016 |       |             |
|      |     |                                 |           |          |                   |       |             |
| 25   | 5   | Når sindet bliver sygt - deel 1 |           |          | 19 september 2016 |       |             |
|      |     |                                 |           |          |                   |       |             |
| 26   | 6   | Når sindet bliver sygt - deel 2 |           |          | 26 september 2016 |       |             |
|      |     |                                 |           |          |                   |       |             |
| 27   | 7   | Afhængighedens pris - deel 1    |           |          | 3 oktober 2016    |       |             |
|      |     |                                 |           |          |                   |       |             |
| 28   | 8   | Afhængighedens pris - deel 2    |           |          | 10 oktober 2016   |       |             |
|      |     |                                 |           |          |                   |       |             |
| 29   | 9   | Enhver mand er en ø - deel 1    |           |          | 17 oktober 2016   |       |             |
|      |     |                                 |           |          |                   |       |             |
| 30   | 10  | Enhver mand er en ø - deel 2    |           |          | 24 oktober 2016   |       |             |
|      |     |                                 |           |          |                   |       |             |

### Extra (2016)
| Afl. | Nr. | Titel                                               | Regisseur | Scenario | Datum           | Datum | Kijkcijfers |
| ---- | --- | --------------------------------------------------- | --------- | -------- | --------------- | ----- | ----------- |
| 0    | 1   | Et kig bag kulissen (Een kijkje achter de schermen) |           |          | 31 oktober 2016 |       |             |
|      |     |                                                     |           |          |                 |       |             |